# Konica Minolta Dimage 5/7
De Konica Minolta DiMAGE 5/7 was een pseudo-spiegelreflexcamera van 5 megapixel voor semiprofessionele en amateurfotografen die in 2001 op de markt kwam. Het was een revolutionair model voor zijn tijd, maar het was geen echte spiegelreflexcamera. De zoeker was een lcd-scherm.